# آواست سافت‌ویر
آواست سافت‌ویر ( با نام پیشین آلویل) یک شرکت متعلق به جمهوری چک است که در سال 1988 توسط ادوارد کوسرا و پاول بائودیس در شهر پراگ بنیان گذاشته‌شد. معروفیت این شرکت در سطح جهان بیشتر به خاطر ضدویروس آواست است که تولید این شرکت می‌باشد.

## محصولات

### محصولات خانگی
- ضدویروس آواست ویرایش حرفه‌ای
- ضدویروس آواست ویرایش خانگی
- ضدویروس آواست ویرایش ویندوز سرور خانگی
- ضدویروس آواست ویرایش سیستم‌عامل مکینتاش
- ضدویروس آواست نسخه مخصوص پی‌دی‌ای
- ضدویروس آواست نسخه مخصوص یو تری
- ضدویروس آواست ویرایش سیستم‌عامل لینوکس
- ضدویروس آواست با قابلیت بوت و دارای ابزار بازیابی

### محصولات شرکتی و تجارتی
- ضدویروس آواست سوئیت اس‌بی‌اس
- ضدویروس آواست ویرایش اس‌بی سرور
- ضدویروس آواست ویرایش سرور
- ضدویروس آواست ویرایش حرفه‌ای
- ضدویروس آواست ویژه نرمافزار کریو
- ضدویروس آواست با قابلیت بوت و دارای ابزار بازیابی
- ضدویروس آواست ویرایش لینوکس سرور
- ضدویروس آواست نسخه مخصوص پی‌دی‌ای